# Geber (cráter)
Geber es un cráter de impacto que se encuentra en las escarpadas tierras altas del centro-sur de la Luna, a mitad de camino entre el cráter Almanon hacia el norte-noreste y el par del cráteres Azophi y Abenezra al sursudoeste. Más hacia el sureste aparece Sacrobosco. Geber tiene 45 kilómetros de diámetro y 3.510 metros de profundidad.
|  |

El borde de Geber es simétrico y casi circular, con muescas de poca importancia en las caras norte y sur de su alta pared anexa. El suelo es plano y carece de un pico central significativo en el punto medio. El pequeño cráter satélite Geber B está unido al noroeste del brocal. El cráter es del Periodo Eratosteniano, de hace entre 3.920 y 3.850 millones de años.
El cráter fue nombrado en memoria de Jabir ibn Aflah (latinizado como Geber), un astrónomo árabe-español activo en la primera mitad del siglo XII.

## Cráteres satélite
Por convención estos elementos son identificados en los mapas lunares poniendo la letra en el lado del punto medio del cráter que está más cerca de Geber.
|       | \| Geber \| Coordenadas \| Diámetro \| \| ----- \| ----------------------------- \| -------- \| \| A \| 21°48′S 14°42′E / -21.8, 14.7 \| 14 km \| \| B \| 19°00′S 13°00′E / -19.0, 13.0 \| 19 km \| \| C \| 22°06′S 14°54′E / -22.1, 14.9 \| 11 km \| \| D \| 19°18′S 11°54′E / -19.3, 11.9 \| 5 km \| \| E \| 20°30′S 12°54′E / -20.5, 12.9 \| 6 km \| \| F \| 19°54′S 13°12′E / -19.9, 13.2 \| 5 km \| \| H \| 17°54′S 12°30′E / -17.9, 12.5 \| 4 km \| \| J \| 20°00′S 15°54′E / -20.0, 15.9 \| 4 km \| \| K \| 17°30′S 10°36′E / -17.5, 10.6 \| 5 km \| |          |
| Geber | Coordenadas | Diámetro |
| A     | 21°48′S 14°42′E / -21.8, 14.7 | 14 km    |
| B     | 19°00′S 13°00′E / -19.0, 13.0 | 19 km    |
| C     | 22°06′S 14°54′E / -22.1, 14.9 | 11 km    |
| D     | 19°18′S 11°54′E / -19.3, 11.9 | 5 km     |
| E     | 20°30′S 12°54′E / -20.5, 12.9 | 6 km     |
| F     | 19°54′S 13°12′E / -19.9, 13.2 | 5 km     |
| H     | 17°54′S 12°30′E / -17.9, 12.5 | 4 km     |
| J     | 20°00′S 15°54′E / -20.0, 15.9 | 4 km     |
| K     | 17°30′S 10°36′E / -17.5, 10.6 | 5 km     |